# Hasta contar a mil
«Hasta contar a mil» es una canción grabada por el dúo mexicano Jotdog. La canción fue escrita y producida por Jorge Amaro. Fue lanzada en 2009 y se trata del sencillo debut de la agrupación y con el cual se dieron a conocer. El sencillo alcanzó el lugar número 11 en las listas del México Airplay Chart de Billboard.

## Video musical
El video musical de «Hasta contar a mil» fue relanzado el 13 de noviembre de 2012 en la plataforma digital YouTube, fue producido por Sei Track y dirigido por Jorge Amaro y Maricela Rodríguez. Cuenta con más de 2 millones de reproducciones.

## Listas

### Semanales
| País   | Lista                      | Mejor posición | Ref.  |
| ------ | -------------------------- | -------------- | ----- |
| México | México Airplay (Billboard) | 11             | [ 4 ] |

## Nominaciones
| Año  | Entrega    | Categoría           | Nominación           | Resultado | Ref.  |
| ---- | ---------- | ------------------- | -------------------- | --------- | ----- |
| 2011 | Lo Nuestro | Mejor Video Musical | «Hasta contar a mil» | Nominado  | [ 5 ] |